# 大田区立東調布第三小学校
大田区立東調布第三小学校（おおたくりつ ひがしちょうふだいさんしょうがっこう）は、東京都大田区南久が原二丁目にある公立小学校。

## 沿革
- 1927年（昭和2年）3月 - 東京府荏原郡調布尋常高等小学校第二分教場として発足。
- 1929年（昭和4年）3月 - 東調布第二尋常小学校に改称。（学校独立）
- 1931年（昭和6年）1月 - 東調布第三尋常小学校に改称。校章制定。
- 1932年（昭和7年）10月 - 東京市東調布第三小学校に改称。講堂（体育館）竣工。
- 1941年（昭和16年）4月 - 東京市東調布第三国民学校に改称。
- 1947年（昭和22年）4月 - 東京都大田区立東調布第三小学校に改称。
- 1956年（昭和31年）3月 - 校歌制定。プール竣工。
- 1957年（昭和32年）10月 - 鉄筋コンクリート三階建て校舎竣工（校長室・教室5部屋）。
- 1959年（昭和34年）3月 - 鉄筋コンクリート三階建て校舎竣工（職員室・保健室・教室12部屋・クラブ室）。
- 1990年（平成2年）1月 - パソコン室設置。

## 周辺
- 大田区立大森第七中学校
- 久が原駅
- 白山神社
- 光明寺

## 著名な出身者
- 立川談志[1] - 落語家
- Nakajin - ミュージシャン（SEKAI NO OWARI）
- Fukase - ミュージシャン（SEKAI NO OWARI）
- Saori - ミュージシャン（SEKAI NO OWARI）
- ファンタジスタさくらだ - タレント（元あやまんJAPANメンバー）
- 金澤翔子 - 書家

## 交通
- 東急池上線久が原駅 から徒歩4分。
- 東急多摩川線鵜の木駅 から徒歩5分。